# Wanhua Chemical Group
Wanhua Chemical Group (chinois simplifié : 万华化学 ; chinois traditionnel : 煙台化學) ex Yantai Wanhua Polyurethanes (chinois simplifié : 烟台万华聚氨酯)  est une entreprise chinoise de production de polyuréthane, c'est-à-dire, pour simplifier, une entreprise de fabrication de produits semi-finis à base de plastique.
Depuis décembre 2001, elle est dirigée par Jiansheng Ding, né en 1954. En 2007, elle emploie moins de 1 000 personnes.